# Fulmine (1898)
Fulmine – pierwszy włoski kontrtorpedowiec.
Stępkę pod „Fulmine” położono w stoczni Odero w 1897 roku, a wodowano go i wszedł do służby rok później. „Fulmine” nie udało się osiągnąć zaplanowanej dla niego prędkości 30 węzłów i okręt został uznany za nieudany, ale zdobyte przy jego konstrukcji doświadczenie zaowocowało późniejszym znacznie bardziej udanym typem Soldato.
Początkowo uzbrojony był w pięć armat 57 mm i trzy 355,6 mm wyrzutnie torped, w 1901 jego uzbrojenie została zmienione na jedną armatę 76,2 mm, dwie armaty 57 mm i dwie wyrzutnie torped.
W latach 1906–11 „Fulmine” używany był do szkolenia kadetów z wyjątkiem krótkiego okresu (listopad 1911 – maj 1912) kiedy brał udział w wojnie włosko-tureckiej.
Okręt został sprzedany na złom w 1921 roku.